# Algol
|  | Aquest article tracta sobre l'estrella. Vegeu-ne altres significats a «Algol (desambiguació)». |

Algol (Beta de Perseu / β Persei), és un sistema format per tres estrelles de la constel·lació de Perseu. És el prototipus d'una casta d'estrelles variables que s'anomenen variables Algol.

## Història

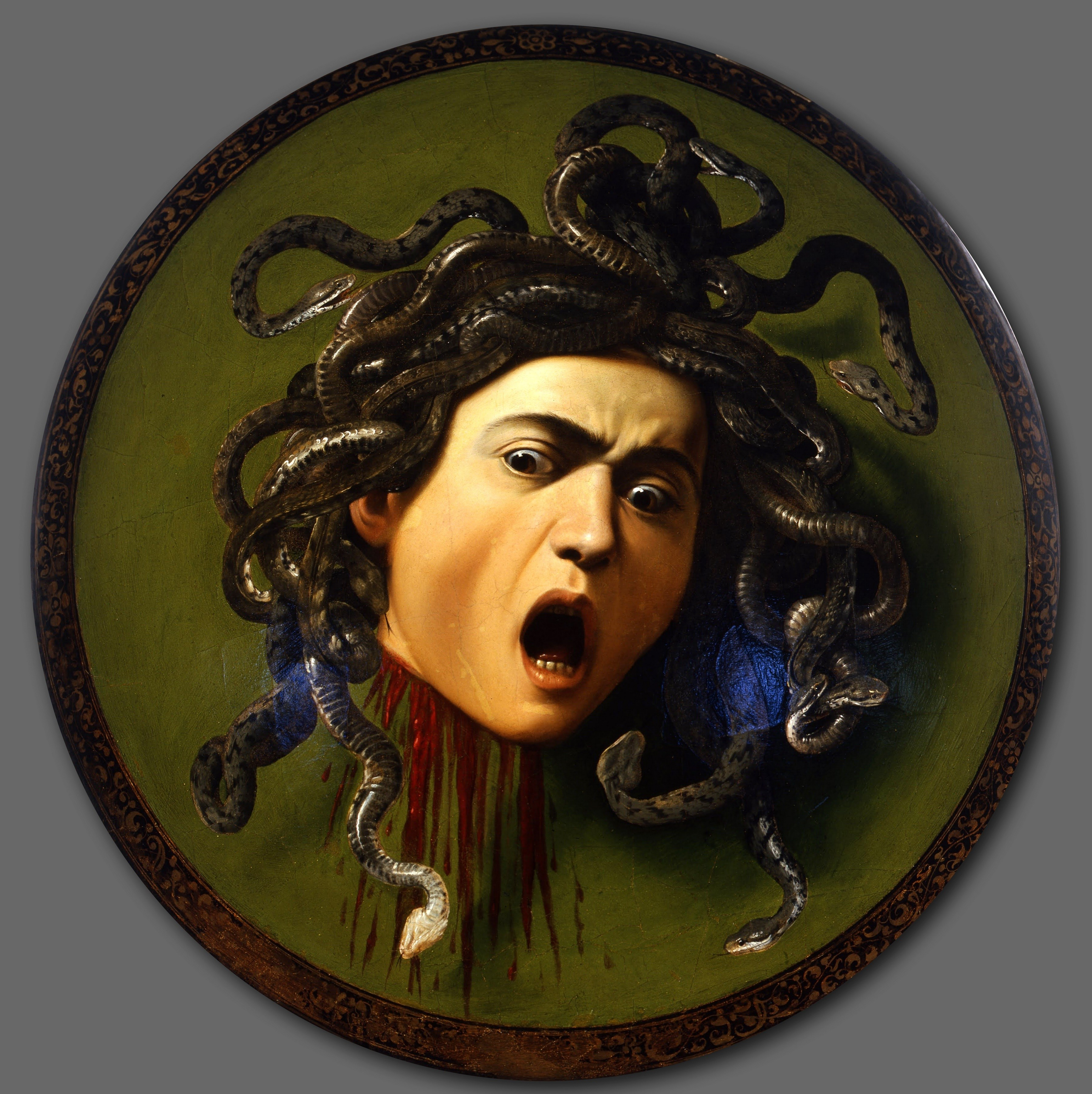
Cap de Medusa per Caravaggio.

Algol és coneguda des de l'antiguitat com l'estrella del diable, de l'àrab رأس الغول Ra's al-ghul, que es tradueix com ‘cap de dimoni’. La tradició àrab l'associà amb un gul o necròfag, un monstre de la mitologia àrab descrit com un mort vivent o esperit maligne (dimoni) que s'alimenta de carn humana morta. Els grecs la relacionaren amb el cap de la Gòrgona Medusa, un monstre ctònic femení que convertia la gent en pedra mirant-los fixament. En la tradició hebrea també es coneixia com el Cap de Satanàs, o Rōsh ha Sāṭān. El nom llatí de l'estrella al Segle XVI era Caput Larvae ‘el cap de l'espectre’. Els xinesos la coneixien com la Cinquena Estrella del Mausoleu, o Tseih She ‘cadàvers amuntegats'.

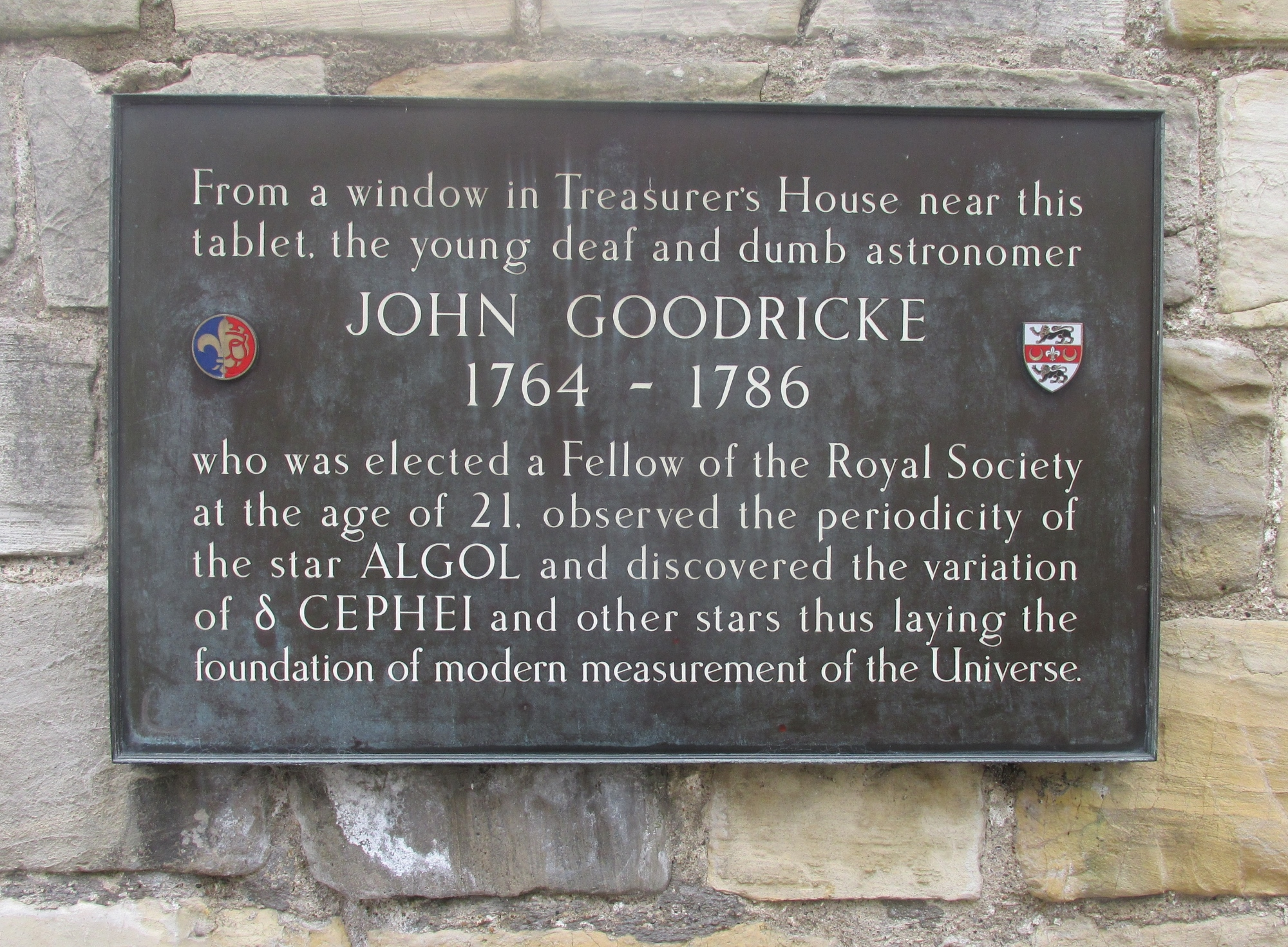
Placa en honor a John Goodricke a la ciutat de York (Regne Unit).

Hi ha proves que la periodicitat d'Algol fou registrada pels antics egipcis fa tres mil·lennis, al calendari del Caire, que l'establiren en 2,85 dies. La primera menció moderna registrada de la variabilitat d'Algol four de l'astrònom italià del segle xvii Geminiano Montanari (1633-87). Aquest realitzà observacions de l'estrella de 1667 a 1670, durant la qual veié un canvi de magnitud en tres ocasions diferents, separades per un any o més. Se sap que la variabilitat d'Algol és de 2,867 dies, cosa que podria suggerir que Montanari hauria d'haver observat la variabilitat amb més freqüència. Montanari, però, tenia poques raons per observar contínuament Algol nit rere nit, atès que l'única altra variable coneguda en aquell moment tenia un període de 332 dies. El període fou determinat el 1782-83 pel jove astrònom afeccionat anglès John Goodricke (1764-86) i suggerí eclipsis parcials de l'estrella per un altre cos com a causa. El 1889 l'astrònom alemany Hermann Carl Vogel (1841-1907) confirmà que es tractava d'una variable eclipsant utilitzant espectrometria de masses per primera vegada.

## Característiques

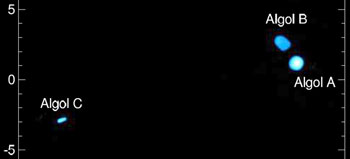
Posició de les tres estrelles del sistema d'Algol (distàncies en unitats astronòmiques). Algol A és β de Perseu Aa1, Algol B és β de Perseu Aa2 i Algol C és β de Perseu Ab, segons la nomenclatura de la IAU.

Algol té una magnitud aparent de 2,12 i es troba a 92,8 anys llum de distància de la Terra. Passà a 9,8 anys llum del Sistema Solar fa uns 7,3 milions d'anys i la seva magnitud aparent en aquell moment fou de –2,5, mostrant-se molt més brillant que Sirius, actualment l'estrella més brillant del cel.
Algol és, de fet, un sistema estel·lar triple (β de Perseu Aa1, Aa2, i Ab), en què la gran i principal β de Perseu Aa1 és eclipsada regularment per la més tènue β de Perseu Aa2. Per tant, la magnitud és gairebé sempre constant a 2,1, però de tant en tant baixa a 3,4 durant dos dies, 20 hores i 49 minuts, durant els eclipsis parcials d'aproximadament deu hores. També hi ha un eclipsi secundari quan l'estrella més brillant oculta la més feble. Aquest eclipsi secundari només es pot detectar fotoelèctricament.

Moviment orbital de β del Perseu Aa1 (groga) i β del Perseu Aa2 (blava). El fet d'estar alineades amb la visual de la Terra fa que s'eclipsin una a l'altra.

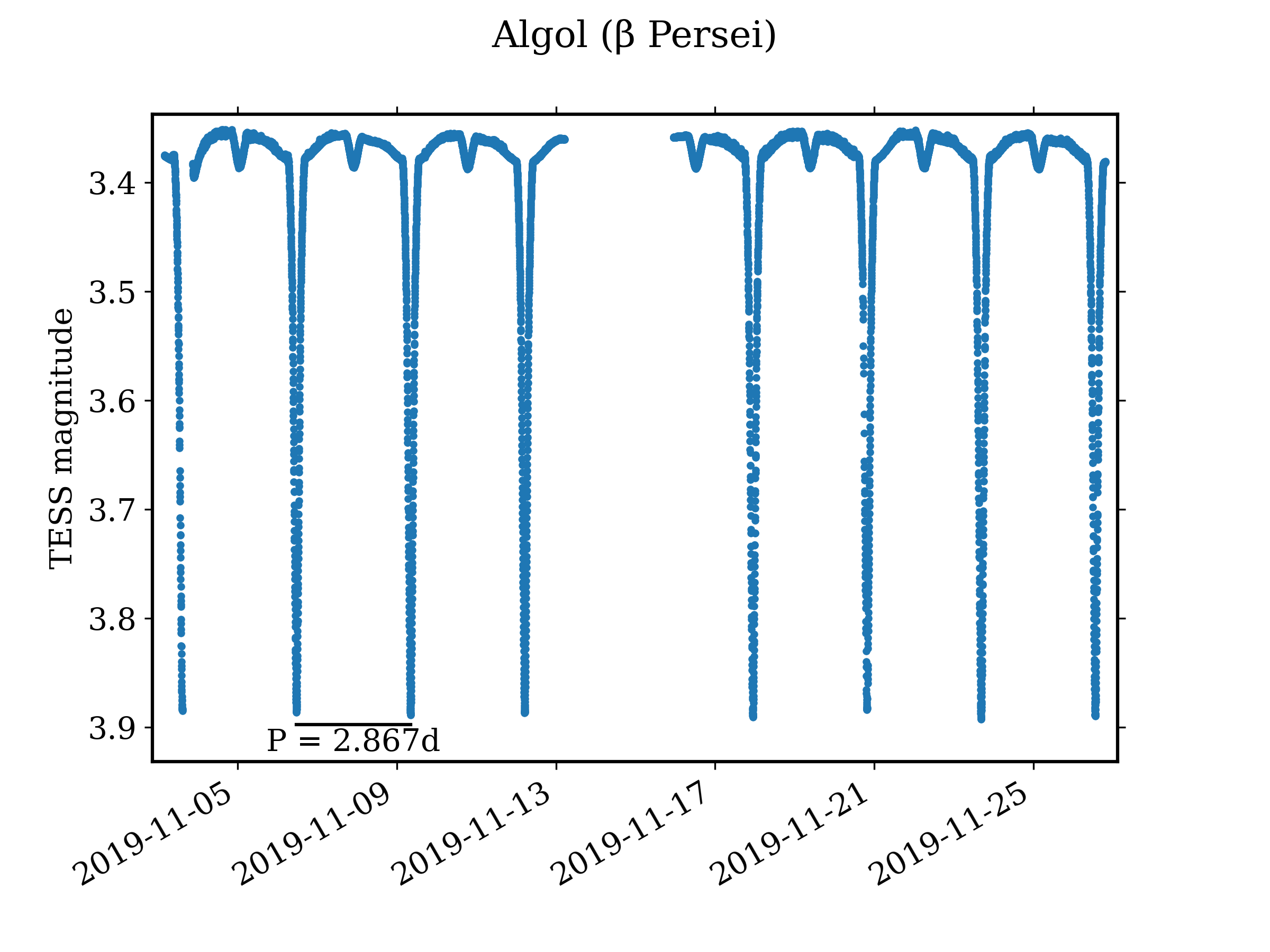
Variacions de la lluminositat del sistema d'Algol. Es produeixen dos mínims en funció de quina de les estrelles és eclipsada per l'altra.

L'estrella primària, β del Perseu Aa1, és l'estrella més gran del seu sistema i té una massa 3,39 ± 0,06 M☉ o el 339 % de la massa del Sol, i un radi de 2,87 ± 0,04 R☉ o el 287 % del radi solar. L'estrella secundària, β del Perseu Aa2, és l'estrella més petita del sistema, que té al voltant de 0,77 ± 0,009 M☉ o el 77 % de la massa del Sol, i al voltant de 3,43 ± 0,01 R☉, o el 343 % del radi del Sol. La tercera estrella, β del Perseu Ab, té 1,58 ± 0,09 M☉ o el 158 % de la massa solar, i un radi ~1,7 ± 0,3 R☉ o el 170 % del radi solar.
L'estrella primària, β del Perseu Aa1, és una estrella blava de seqüència principal de tipus espectral B8 V. S'ha estimat que la seva temperatura superficial mitjana és de 12 550 ± 120 K. És l'estrella més calenta del sistema i és 2,2 vegades més calenta que el nostre Sol. La seva gravetat superficial (log g) s'ha estimat en 4,05 ±0,01 cgs. Presenta una rotació ràpida, amb una velocitat de rotació d'uns 49 km/s. També té una brillantor ~182 L☉, i és la més brillant del seu sistema. La seva magnitud absoluta és –0,07.
L'estrella secundària, β del Perseu Aa2, és una estrella subgegant taronja de tipus espectral K0 IV. És molt més tènue i més freda que l'estrella primària amb una temperatura mitjana superficial de 4 900 ± 300 K, molt més fred que el nostre Sol, i brilla amb només ~6,92 L☉. S'ha estimat que la gravetat superficial de l'estrella és de 3,254 ± 0,006 cgs i la seva magnitud absoluta s'estima en 2,9.
La tercera estrella, β del Perseu Ab, és una estrella de seqüència principal de classe A de tipus espectral A7 m. És 10 vegades més brillant que el nostre Sol i té una gravetat superficial de 4,18 ± 0,16 cgs. La temperatura superficial de l'estrella s'ha estimat en 7 550 ± 250 K, això és 1,2 vegades més calorós que el nostre Sol. La seva magnitud absoluta és de 2,3. La seva òrbita, respecte a les altres dues, té una excentricitat orbital de 0,227 ± 0,002.

Les estrelles β Persei Aa1 i β Persei Aa2 formen un parell binari orbitant al voltant del seu centre de massa. Estan a prop l'un de l'altre i estan separats una distància mitjana de 0,06 ua o 1/17 de la distància entre la Terra i el Sol. Orbiten entre si bastant ràpid en un període de 2 dies 20 hores i 49 minuts, l'excentricitat de les seves òrbites és 0, per tant, circulars.

El tercer component del sistema estel·lar gira al voltant del sistema binari principal una vegada cada 1,85 anys. El que distingeix β de Perseu d'altres sistemes estel·lars variables és que les estrelles de tipus Algol tenen una forma esfèrica o lleugerament el·lipsoidal. Les estrelles components estan molt més a prop les unes de les altres i això provoca deformacions en la seva forma.

El sistema estel·lar presenta erupcions de raigs X i ones de ràdio. S'especula que les erupcions de raigs X són causades pels camps magnètics de les dues estrelles que interactuen amb la seva transferència de massa. Els seus camps magnètics són unes 10 vegades més forts que el dels Sol.

Variacions de la brillantor d'un sistema d'estrelles que s'eclipsen una a l'altra de forma periòdica.

## Variables Algol
Algol és un dels exemples de binària eclipsant més coneguts, i és el primer cas conegut. També és una de les estrelles variables (no noves) a ser descobertes. Algol dona nom a una família de variables eclipsants, conegudes com a variables Algol. Actualment, se'n coneixen més de 4 500 d'aquest tipus d'estrelles. Un altre exemple és β de la Lira o Sheliak i W de l'Ossa Major, que són els prototips, juntament amb Algol, de les tres classes de binàries eclipsants EA, EB i EW, respectivament.
Els tipus de corbes de llum EA (tipus Algol) són coneguts pels seus altiplans en parts amb flux màxim i dos mínims de flux aparentment significatius. Els tipus de corba de llum EB (tipus β de la Lira) mostren canvis continus en la potència de radiació mesurada. Les diferències de mínims solen ser un signe que les temperatures de les dues estrelles del sistema són diferents. Les corbes de llum del tipus EW (tipus W de l'Ossa Major) mostren un comportament continu, similar als tipus EB, però els mínims són més profunds que EB i la seva diferència absoluta és petita.
| Denominació (nom)   | Constel·lació   | Descobriment              | Magnitud aparent * (màxima) | Magnitud aparent * (mínima) | Període    | Tipus          |
| ------------------- | --------------- | ------------------------- | --------------------------- | --------------------------- | ---------- | -------------- |
| ε Aur (Almaaz)      | Auriga          | J.H. Fritsch, 1821        | 2m.92                       | 3m.83                       | 27,08 anys | Algol (EA/GS)  |
| U Cep               | Cepheus         |                           | 6m.75                       | 9m.24                       | 2,49305 d  | Algol (EA/SD)  |
| R CMa               | Canis Major     |                           | 5m.70                       | 6m.34                       | 1,13594 d  | Algol (EA/SD)  |
| S Cnc               | Cranc           | Hind, 1848                | 8m.29                       | 10m.25                      | 9,48455 d  | Algol (EA/DS)  |
| α CrB (Alphecca)    | Corona Borealis |                           | 2m.21 (B)                   | 2m.32 (B)                   | 17,35991 d | Algol (EA/DM)  |
| U CrB               | Corona Borealis |                           | 7m.66                       | 8m.79                       | 3,45220 d  | Algol (EA/SD)  |
| u Her (68 Herculis) | Hèrcules        |                           | 4m.69                       | 5m.37                       | 2,05103 d  | Algol (EA/SD)  |
| VW Hya              | Hydra           |                           | 10m.5                       | 14m.1                       | 2,69642 d  | Algol (EA/SD)  |
| RR Lyn              | Lynx            |                           | 5m.52                       | 6m.03                       | 9,94508 d  | Algol (EA/DM)  |
| δ Ori (Mintaka)     | Orió            | John Herschel, 1834       | 2m.14                       | 2m.26                       | 5,73248 d  | Algol (EA/DM)  |
| VV Ori              | Orió            |                           | 5m.31                       | 5m.66                       | 1,48538 d  | Algol (EA/KE:) |
| β Per (Algol)       | Perseus         | Geminiano Montanari, 1669 | 2m.12                       | 3m.39                       | 2,86730 d  | Algol (EA/SD)  |
| ζ Phe               | Phoenix         |                           | 3m.91                       | 4m.42                       | 1,66977 d  | Algol (EA/DM)  |
| U Sge               | Sagitta         |                           | 6m.45                       | 9m.28                       | 3,38062 d  | Algol (EA/SD)  |
| λ Tau               | Taure           | Baxendell, 1848           | 3m.37                       | 3m.91                       | 3,95295 d  | Algol (EA/DM)  |
| Z Vul               | Vulpecula       |                           | 7m.25                       | 8m.90                       | 2,45493 d  | Algol (EA/SD)  |

- Si no està especificada, la magnitud és visual / (B) = blau / p = fotogràfica